# 柴树藩
柴树藩（1910年—1997年），又名柴述凡，祖籍山东潍县，出生于山东烟台，中华人民共和国政治人物、中华人民共和国第六机械工业部部长。
1933年，柴树藩同时考中清华大学和燕京大学，后因无力支付学费，只得进入免学杂费的税务专门学校上海浦东陆家嘴分校。1935年毕业后，进入天津海关工作。
抗日战争期间，他奔赴延安，进入延北公学，后担当陕北公学栒邑分校政治部部长，之后进入延安马列学院。1940年后，在陕甘宁边区统战部和西北局边区研究室工作，与于光遠、彭平合撰《绥德、米脂土地问题初步研究》。第二次国共内战期间，其担任安东海关副关长，后调任东北行政委员会南满分局辽东经建处副处长、东北人民政府工业部计划处处长。
1949年底，跟随周恩来率领的代表团出访苏联。1951年，担任中央财经委员会计划局综合处处长，后升任国家计划委员会重工业局局长、设计局局长。1952年，再次跟随周恩来访问苏联，最终达成苏联援华工程协议。1952年，担任国家计委任副主任。1958年，担任国家建设委员会副主任。
1972年，调任中华人民共和国外贸部副部长；1972年5月24日，李先念副总理批准派柴树藩主持同外商谈判，四三方案的四大化纤成套设备引进项目进入谈判阶段，1972年6月谈判开始。经过1个多月的谈判，柴树藩向国务院写出《进口化纤设备谈判进展情况的报告》。1972年9月2日，经周恩来、李先念、余秋里批准后，第一批进口化纤、化肥设备的报告正式确定。
1977年，担任中华人民共和国第六机械工业部部长。1982年，出任中国船舶工业总公司董事长。此后为中顾委委员。